# Епископ осјечкопољски и барањски Лукијан
Лукијан (световно Јован Владулов; Хајфелт, 9. мај 1933 — Осијек, 24. мај 2017) био је епископ осјечкопољски и барањски.

## Биографија
Лукијан (Јован Владулов) рођен је 9. маја 1933. године у Хајфелту (данашњи Нови Козарци у Банату) од родитеља Мирка (Мачкића) и мајке Јелене. Основну школу започео је у Српској Црњи, а завршио је у Ковиљу. Петоразредну богословију са матуром завршио је у Сремским Карловцима, а Богословски факултет у Београду.
Монашки постриг примио је у манастиру Ковиљу из руку игумана Леонида (1958). Године 1959. рукоположен је за ђакона, а 1963. за јеромонаха. Од доласка у манастир Ковиљ па све до 1. фебруара 1964. био је у том манастиру економ. Епископ Никанор га премјешта из манастира Ковиља у манастир Бођани дана 1. фебруара 1964.

## Епископ
Архимандрит Лукијан (Владулов) изабран је за епископа осјечкопољског и барањског дана 23. маја 1991. године на редовном засједању Светог архијерејског сабора Српске православне цркве.
Хиротонисан је у Саборном храму Светог оца Николаја у Сремским Карловцима у недјељу 14. јула 1991. године. Епископ Лукијан је устоличен у Саборном храму Светог Димитрија 18. августа 1991. у Даљу. Хиротонију за епископа и устоличење извршио је патријарх српски Павле са више архијереја Српске православне цркве.
Преминуо је 24. маја 2017. године у Осијеку. Сахрањен је 29. маја 2017. у крипти Саборног храма Светог Димитрија у Даљу.